# Radar de trànsit
|  | No s'ha de confondre amb Càmera de trànsit. |

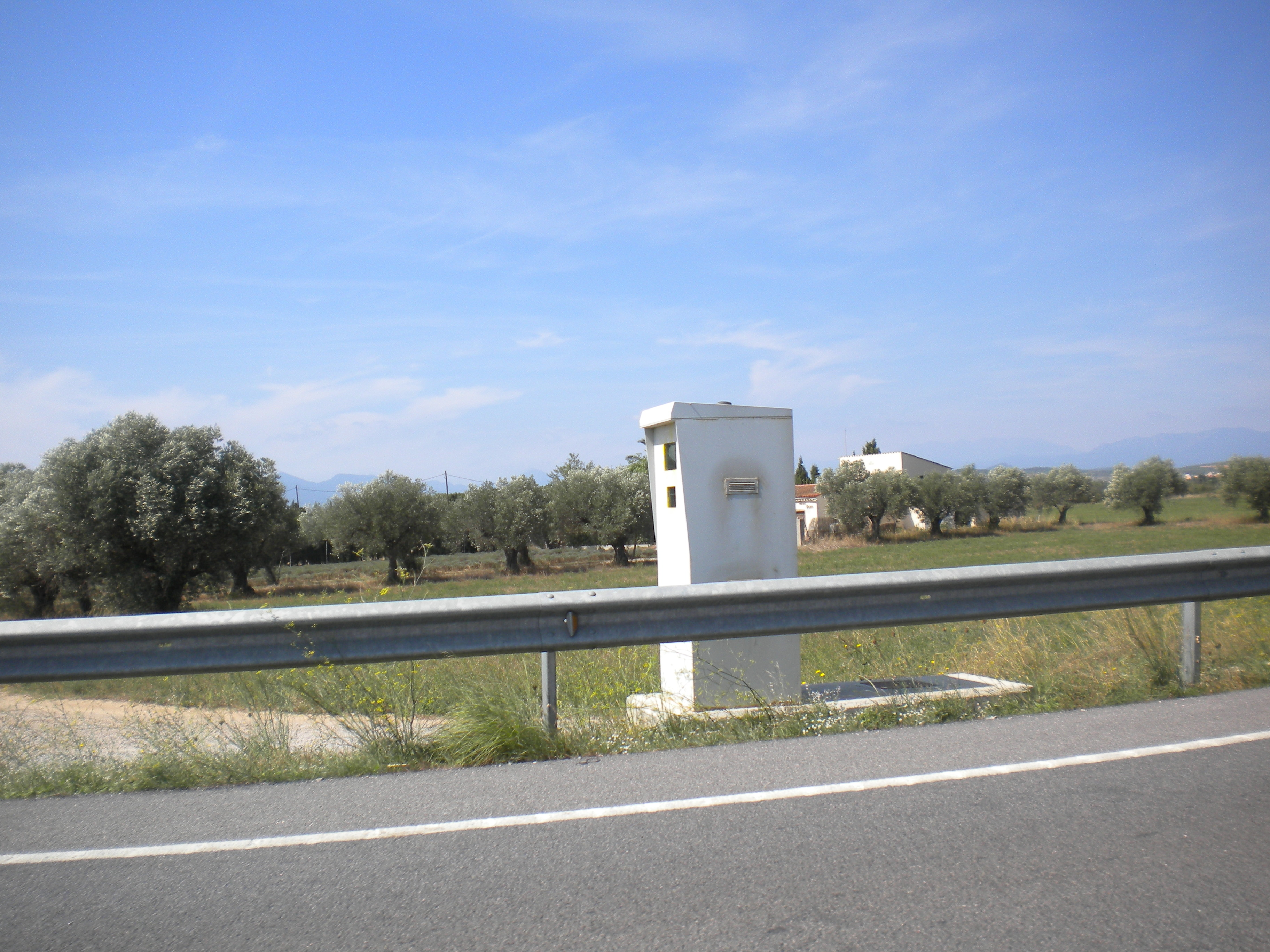
Radar de trànsit al municipi d'El Far d'Empordà.

El radar de trànsit és un radar que s'utilitza principalment per al control del límit de velocitat en el trànsit rodat.
La companyia holandesa Gatsometer BV, fundada als anys 50 pel corredor de ral·lis Maurice Gatsonides, va inventar les primeres càmeres de control de trànsit. Gatsonides volia monitorar millor la seva velocitat als revolts d'una pista de curses i se li va ocórrer aquest dispositiu per a millorar el temps que tardava a completar el circuit. La companyia va desenvolupar el primer radar per a ús en trànsit rodat i, avui en dia, és el major subministrador de sistemes de radars de velocitat. Aquesta és la raó per la qual en alguns països, les càmeres de control de velocitat siguin anomenades de vegades "Gatsos".
El 2014 a Catalunya hi havia 222 radars fixos de trànsit, la gran majoria (105) a la demarcació de Barcelona. Això suposa 4 vegades més que la mitjana estatal.

## Radar pedagògic
Es tracta de senyals que detecten la velocitat a què circula cada vehicle i la indiquen en un panell lluminós.
Està demostrat, i és comprovable, que un conductor redueix la velocitat si se li mostra visualment la velocitat en la qual circula en el mateix moment, el que fa reduir la sinistralitat i els accidents en qualsevol tipus de vies.
És un sistema amable de conscienciar els conductors de mantenir una velocitat adequada al seu pas pel municipi o carretera sense necessitat de mesures agressives per als vehicles: bandes sonores, desnivells, passos elevats …
- Fan reduir la velocitat a les vies o carrers escollits, el que fa que augmenti la seguretat viària ciutadana, en disminuir la sinistralitat i els accidents.
- Detecten i indiquen, en el panell lluminós, la velocitat de cada vehicle.
- Un conductor redueix la velocitat si se li mostra visualment la seva pròpia velocitat en que circula en el mateix moment.
- Són ideals per a vies amb gran afluència de trànsit, carreteres, a les entrades de la població, llocs on hi ha escoles, hospitals, urbanitzacions, polígons industrials, aglomeracions de gent, queixes de veïns, etc.